# Antheraea cihangiri
Antheraea cihangiri is een vlinder uit de familie nachtpauwogen (Saturniidae), onderfamilie Saturniinae.
De wetenschappelijke naam van de soort is voor het eerst geldig gepubliceerd door Naumann & Naessig in 1998.